# Хамидов, Эльмурза
Эльмурза Хамидов (3 января 1937, Чечено-Ингушская АССР — 2009, Новотерское, Чечня) — советский хозяйственный и государственный деятель, Герой Социалистического Труда.

## Биография
Родился в 1937 году на территории современной Чеченской Республики. Член КПСС.
В 1944—1957 годах — в депортации в Казахской ССР. В 1959—1991 годах — чабан, старший чабан колхоза имени Ленина Наурского района Чечено-Ингушской АССР.
Указом Президиума Верховного Совета СССР от 13 марта 1981 года присвоено звание Героя Социалистического Труда с вручением ордена Ленина и золотой медали «Серп и Молот».
Делегат XXVI съезда КПСС.
Умер в селе Новотерском в 2009 году.
Именем Эльмурзы Хамидова названа Новотерская средняя общеобразовательная школа.

## Награды и звания
- Герой Социалистического Труда (31.03.1981)
- Орден Ленина (16.09.1973, 31.03.1981)
- Орден Октябрьской Революции (23.12.1976)
- Орден Трудового Красного Знамени (08.04.1971)